# Taltuza olbrzymia
Taltuza olbrzymia, taltuza królicza (Orthogeomys grandis) – gatunek ssaka z podrodziny Geomyinae w rodzinie gofferowatych (Geomyidae).

## Zasięg występowania
Taltuza olbrzymia występuje w zależności od podgatunku:
- O. grandis grandis – góry południowej Gwatemali.
- O. grandis alleni – południowa Colima i południowo-wschodnie Jalisco na południe przez wybrzęże do środkowej Oaxacy.
- O. grandis alvarezi – południowo-środkowa Oaxaca.
- O. grandis annexus – północno-zachodnie Chiapas.
- O. grandis carbo – wybrzeże południowo-środkowej Oaxacy.
- O. grandis engelhardi – wybrzeża Salwadoru.
- O. grandis felipensis – zachodnio-środkowa Oaxaca do południowo-zachodniej Puebli.
- O. grandis guerrerensis – północne Guerrero.
- O. grandis huixtlae – południowe Chiapas.
- O. grandis latifrons – wybrzeże południowej Gwatemali.
- O. grandis nelsoni – północno-środkowa Oaxaca.
- O. grandis pluto – południowo-zachodni Honduras.
- O. grandis pygacanthus – południowo-wschodnia Gwatemala do Salwadoru.
- O. grandis scalops – wybrzeże wschodniej Oaxacy
- O. grandis soconuscensis – zachodnie Chiapas.
- O. grandis vulcani – południowo-zachodnia Gwatemala.

## Taksonomia
Gatunek po raz pierwszy naukowo opisał w 1893 roku amerykański zoolog Oldfield Thomas nadając mu nazwę Geomys grandis. Holotyp pochodził z Dueñas, w Sacatepequez, w Gwatemali. Jedyny przedstawiciel rodzaju taltuza (Orthogeomys) który opisał w 1895 roku amerykański zoolog Clinton Hart Merriam.
Badania filogenetyczne przeprowadzone w 2016 roku przez Spradling i współpracowników sugerują, że O. cuniculus jest nie do odróżnienia od O. grandis scalops i powinien być traktowany jako jego synonim. Autorzy Illustrated Checklist of the Mammals of the World rozpoznają szesnaście podgatunków.

### Etymologia
- Orthogeomys: gr. ορθος orthos „prosty”; rodzaj Geomys Rafinesque, 1817 (goffer)[25].
- grandis: łac. grandis „wielki”[26].
- annexus: łac. annexus „połączony”, od annectere „połączyć”[26].
- carbo: łac. carbo, carbonis „węgiel drzewny”[26].
- felipensis: Cerro San Felipe, Oaxaca, Meksyk[27].
- guerrerensis: Guerrero, Meksyk[27].
- huixtlae: Huixtla, Chiapas, Meksyk[27].
- latifrons: łac. latus „szeroki”; frons, frontis „brew, czoło”[26].
- nelsoni: dr Edward William Nelson (1855–1934), amerykański zoolog, kolekcjoner ze Stanów Zjednoczonych i Meksyku, prezydent AOU w 1908 roku i prezes United States Biological Survey w latach 1916-1927[28].
- pluto: w mitologii rzymskiej Pluton był groźnym bogiem świata podziemnego (tj. czarny)[26].
- pygacanthus: gr. πυγη pugē „zad, kuper, pośladki”[29]; ακανθα akantha „cierń, kolec”, od ακη akē „punkt”[30].
- scalops: gr. σκαλοψ skalops, σκαλοπος skalopos „kret”[31].
- soconuscensis: Colonia Soconusco, Chiapas, Meksyk[26].
- vulcani: nowołac. vulcani „z wulkanu”, od Wulkana (łac. Volcanus, Vulcanus) w mitologii rzymskiej boga ognia[26].

## Morfologia
Długość ciała (bez ogona) 220–300 mm, długość ogona 95–140 mm; masa ciała 480–985 g; samce są zazwyczaj większe i cięższe od samic.